# Alexander Treichel
Alexander Treichel (* 28. August 1837 in Alt-Paleschken, Provinz Preußen; † 4. August 1901 in Hoch-Paleschken, Provinz Westpreußen) war ein deutscher Jurist, Gutsbesitzer und Volkskundler aus Westpreußen.

Alexander Treichel

## Leben

### Werdegang
Treichel studierte Rechtswissenschaften in Berlin, nachdem er in Neustettin seine Hochschulreife erlangte. In Berlin war er Mitglied verschiedener wissenschaftlicher Gesellschaften, u. a. der Berliner Gesellschaft für Anthropologie, Ethnologie und Urgeschichte.
1876 übernahm er die Führung des elterlichen Gutes Hoch-Paleschken im Kreis Berent, Provinz Westpreußen. Dort befasste er sich weiter mit naturwissenschaftlichen Themen und war umfangreich schriftstellerisch tätig. Seine bekanntesten Werke sind "Volkslieder und Volksreime aus Westpreussen" und "Die kaschubischen Heimatsagen".

### Familie
Seine Ehefrau Emma Töpfer und ihre beiden in Berlin geborenen Kinder lebten auf dem Gut in Westpreußen.

## Schriften (Auswahl)
- Geschichte Westpreußischer Güter: B. Parzkow, Kreis Neustadt: Bestätigungs-Urkunde für Melchior von Parzkow, ausgestellt von Sigismund I., König von Polen, am 19. Juni 1529. In: Zeitschrift des historischen Vereins für den Regierungsbezirk Marienwerder,  Heft 8, Marienwerder 1883, S. 91–106 (Google Books).
- Die Putziger Raths-Archivalien. In: Zeitschrift des historischen Vereins für den Regierungsbezirk Marienwerder,  Heft 14, Marienwerder 1884, S. 1–45 (Google Books).
- Nachtrag I. zu den Steinsagen. In: Zeitschrift des historischen Vereins für den Regierungsbezirk Marienwerder,  Heft 14, Marienwerder 1884, S. 46–49 (Google Books).
- Steinsagen (Fortsetzung). Nachtrag zum Sackstein von Gr. Boschpol. In: Zeitschrift des historischen Vereins für den Regierungsbezirk Marienwerder. Zwanzigstes Heft, Marienwerder 1886, S. 65–68  (Google Books).
- Fünf andere Sagen. In: Zeitschrift des historischen Vereins für den Regierungsbezirk Marienwerder. Zwanzigstes Heft, Marienwerder 1886, S. 68–71  (Google Books).
- Allerlei Spuk. In: Zeitschrift des historischen Vereins für den Regierungsbezirk Marienwerder. Zwanzigstes Heft, Marienwerder 1886, S. 71–72  (Google Books).
- Die Putziger Raths-Archivalien: II. Die Schöffenbücher. In: Zeitschrift des historischen Vereins für den Regierungsbezirk Marienwerder. Zwanzigstes Heft, Marienwerder 1886, S. 73–87  (Google Books).
- Räthselhaftes Petschaft. In: Zeitschrift des historischen Vereins für den Regierungsbezirk Marienwerder. Zwanzigstes Heft, Marienwerder 1886, S. 87–90  (Google Books).
- Das Beutnerecht von Gemel. In: Zeitschrift des historischen Vereins für den Regierungsbezirk Marienwerder,  Heft 23, Marienwerder 1889, S. 1–17 (Google Books).
- Steinsagen und historische Sagen. In: Zeitschrift des historischen Vereins für den Regierungsbezirk Marienwerder,  Heft 23, Marienwerder 1889, S. 18–22 (Google Books).
- Provinzielle Sprache zu und von Thieren und ihre Namen. In: Altpreussische Monatsschrift, NF, Band 29, Königsberg in Pr. 1892, S. 151–212  (Google Books).
- Schlossberg von Mehlken, Kreis Carthaus (nebst Anhängen), in: Verhandlungen der Berliner Gesellschaft für Anthropologie, Ethnologie und Urgeschichte. Redigiert von Rud. Virchow. Jahrgang 1897, Verlag Asher & Co., Berlin 1897, Seite 58–82 (Google Books).
- Mehlken, Kreis Carthaus (historischer Nachtrag), in: Verhandlungen der Berliner Gesellschaft für Anthropologie, Ethnologie und Urgeschichte. Redigiert von Rud. Virchow. Jahrgang 1897, Verlag Asher & Co., Berlin 1897, Seite 129–131 (Google Books).